# سمفونی‌های لودویگ فان بتهوون
سمفونی‌های لودویگ فان بتهوون، مجموعهٔ ۹ سمفونی است که لودویگ فان بتهوون، آهنگ‌ساز بزرگ آلمانی، در فاصلهٔ سال‌های ۱۸۰۰/۱۷۹۹ تا ۱۸۲۴ به ترتیبِ شماره تصنیف کرد.

## سمفونی‌های نُه‌گانه
سمفونی‌های نُه‌گانهٔ بتهوون عبارت‌اند از:
- شمارهٔ ۱ در دو ماژور، اُپوس ۲۱ (تاریخ تصنیف: ۱۸۰۰/۱۷۹۹؛ تاریخ نخستین اجرا: ۲ آوریل ۱۸۰۰)
- شمارهٔ ۲ در رِ ماژور، اپوس ۳۶ (تاریخ تصنیف: ۱۸۰۲؛ تاریخ نخستین اجرا: ۵ آوریل ۱۸۰۳)
- شمارهٔ ۳ در می بِمُل ماژور، اپوس ۵۵ (سمفونی حماسه/ سمفونی قهرمانی) (تاریخ تصنیف: ۱۸۰۴/۱۸۰۳؛ تاریخ نخستین اجرا: ۷ آوریل ۱۸۰۵)
- شمارهٔ ۴ در سی بِمُل ماژور، اپوس ۶۰ (تاریخ تصنیف: ۱۸۰۶؛ تاریخ نخستین اجرا: ۱۵ نوامبر ۱۸۰۶)
- شمارهٔ ۵ در دو مینور، اپوس ۶۷ (تاریخ تصنیف: ۱۸۰۰–۱۸۰۸؛ تاریخ نخستین اجرا: ۲۲ دسامبر ۱۸۰۸)
- شمارهٔ ۶ در فا ماژور، اپوس ۶۸ (سمفونی چوپانی) (تاریخ تصنیف: ۱۸۰۸/۱۸۰۷؛ تاریخ نخستین اجرا: ۲۲ دسامبر ۱۸۰۸)
- شمارهٔ ۷ در لا ماژور، اپوس ۹۲ (تاریخ تصنیف: ۱۸۱۲/۱۸۱۱؛ تاریخ نخستین اجرا: ۲۲ دسامبر ۱۸۰۸)
- شمارهٔ ۸ در فا ماژور، اپوس ۹۳ (تاریخ تصنیف: ۱۸۱۲/۱۸۱۱؛ تاریخ نخستین اجرا: ۲۷ فوریهٔ ۱۸۱۴)
- شمارهٔ ۹ در رِ مینور، اپوس ۱۲۵ (سمفونی آوازی/ سمفونی کُرال) (تاریخ تصنیف: ۱۸۱۵–۱۸۲۴؛ تاریخ نخستین اجرا: ۷ مهٔ ۱۸۲۴)

### نسخهٔ پیانویی سمفونی‌ها
فرانتس لیست (۱۸۱۱–۱۸۸۶)، آهنگ‌ساز مجار، در فاصلهٔ سال‌های ۱۸۳۷ تا ۱۸۶۵، نُه سمفونی بتهوون را با عنوان «سمفونی‌های بتهوون» (به فرانسوی: Symphonies de Beethoven), S.464، با تنظیم برای پیانوی تنها منتشر کرد.
این آثار جزوِ فنی‌ترین قطعاتِ نوشته‌شده برای پیانو در طول تاریخ موسیقی به‌شمار می‌روند.

## سمفونی ناقص منسوب
یک سمفونی ناقص با عنوان شمارهٔ ۱۰ در می بِمُل ماژور نیز منسوب به بتهوون است که بَری کوپِر، موسیقی‌دان، آهنگ‌ساز، بتهوون‌شناس، و نوازندهٔ ارگ اهل بریتانیا، در سال ۱۹۸۸ از میان طرح‌های درهم‌ریخته‌ای از بتهوون برای موومانِ نخستِ اثر تدوین کرد. همهٔ طرح‌های جمع‌آوری‌شده به‌وضوح برای قالبِ سمفونی تصنیف شده و به نظر می‌رسد به دنبالِ سمفونی نهم نوشته شده‌اند. این طرح‌ها در دسته‌هایی کوچک نوشته شده‌اند.
اساساً بتهوون، بعد از سمفونی نهم، قصدِ تصنیفِ سمفونیِ دهمی را در سر داشت. نُت‌های بَری کوپر نخستین بار در یک کنسرت در سال ۱۹۸۸ در انجمن سلطنتی فیلارمونیک لندن اجرا شد؛ همان جایی که بتهوون سمفونی نهمش را در سال ۱۸۲۷ به آن ارائه کرد. نُت‌های سمفونی منسوبِ دهم را «یونیورسال اِدیشن» (به انگلیسی: Universal Edition) در وین منتشر کرد و نسخهٔ تازه‌ای از آن را در سال ۲۰۱۳ انتشار داد. به‌هرحال، عموماً این اثر را جزو مجموعهٔ سمفونی‌های بتهوون به‌حساب نمی‌آورند.